# Liga Campionilor EHF Feminin 2024-2025 - faza grupelor
Acest articol descrie faza grupelor Ligii Campionilor EHF Feminin 2024-2025, care s-a desfășurat între 7/8 septembrie 2024 și 22/23 februarie 2025. La finalul ei, 12 echipe au avansat în fazele eliminatorii ale competiției.

## Distribuția în urnele valorice
Distribuția echipelor în urnele valorice a fost anunțată pe 25 iunie 2024. Prin alocarea neegală în urne, Federația Europeană de Handbal a încercat să evite ca echipele provenite din aceeași țară să fie extrase în aceeași grupă preliminară. S-a reușit acest lucru în cazul țărilor care au participat cu două echipe, dar nu și în cazul Danemarcei și României, țări care au participat cu trei echipe.
| Urna 1                                                                 | Urna a 2-a                                                 | Urna a 3-a | Urna a 4-a                              |
| ---------------------------------------------------------------------- | ---------------------------------------------------------- | --- | --------------------------------------- |
| FTC-Rail Cargo Hungaria Vipers Kristiansand Team Esbjerg Metz Handball | CSM București Handball Ludwigsburg RK Krim Budućnost BEMAX | RK Podravka Koprivnica Győri Audi ETO KC Storhamar HE Nykøbing Falster HK Brest Bretagne Handball CS Rapid București | Odense Håndbold CS Gloria 2018 Bistrița |

## Tragerea la sorți
Tragerea la sorți a fost efectuată pe 27 iunie 2024, de la ora locală 17:30, la sediul EHF de la Viena, Austria, și a fost transmisă în direct pe canalul ehfTV, pe canalul YouTube Home of Handball și pe contul de Facebook al Ligii Campionilor EHF, fiind acoperită și pe rețelele de socializare X și Instagram.

## Format
Partidele s-au desfășurat după sistemul fiecare cu fiecare, cu meciuri pe teren propriu și în deplasare.

## Departajare
În faza grupelor, echipele au fost departajate pe bază de punctaj (2 puncte pentru victorie, 1 punct pentru meci egal, 0 puncte pentru înfrângere). La terminarea fazei grupelor, dacă două sau mai multe echipe dintr-o grupă au acumulat același număr de puncte, atunci departajarea lor s-a făcut conform capitolului 10, paragraful 10.2 din regulament, ținând cont de următoarele criterii și în următoarea ordine:
1. Cel mai mare număr de puncte obținute în meciurile directe;
2. Golaveraj superior în meciurile directe;
3. Cel mai mare număr de goluri înscrise în meciurile directe (sau în meciul din deplasare, în cazul sistemului tur-retur);
4. Golaveraj superior în toate meciurile din grupă;
5. Cel mai bun golaveraj pozitiv în toate meciurile din grupă;

Regulamentul preciza că, dacă folosind criteriile de mai sus ar fi fost determinat locul uneia din echipele cu punctaj egal, criteriile s-ar fi folosit din nou în aceeași ordine până la determinarea locului tuturor echipelor. În situația în care echipele ar fi rămas la egalitate și după folosirea criteriilor de mai sus, atunci Federația Europeană de Handbal ar fi urmat să ia o decizie de departajare prin tragere la sorți.
În timpul fazei grupelor, doar criteriile 4–5 s-au aplicat pentru a determina clasamentul provizoriu al echipelor.

## Grupele
Programul partidelor a fost anunțat pe 11 iulie 2024. Meciurile au fost prevăzute să se desfășoare pe 7-8 septembrie 2024, 14–15 septembrie, 21–22 septembrie, 5–6 octombrie, 12–13 octombrie, 19–20 octombrie, 9-10 noiembrie, 16-17 noiembrie, 11-12 ianuarie 2025, 18-19 ianuarie, 25-26 ianuarie, 8–9 februarie, 15-16 februarie și 22-23 februarie 2025.

### Grupa A
| Loc | Echipa                  | MJ | V  | E | Î  | GM  | GP  | DG  | Pct | Calificare           |
| --- | ----------------------- | -- | -- | - | -- | --- | --- | --- | --- | -------------------- |
| 1   | Metz Handball           | 14 | 13 | 1 | 0  | 413 | 361 | +52 | 27  | Sferturile de finală |
| 2   | FTC-Rail Cargo Hungaria | 14 | 12 | 0 | 2  | 395 | 351 | +44 | 24  | Sferturile de finală |
| 3   | CSM București           | 14 | 9  | 0 | 5  | 414 | 383 | +31 | 18  | Playoff              |
| 4   | RK Krim Mercator        | 14 | 6  | 1 | 7  | 390 | 404 | −14 | 13  | Playoff              |
| 5   | RK Podravka Koprivnica  | 14 | 5  | 1 | 8  | 383 | 392 | −9  | 11  | Playoff              |
| 6   | Storhamar HE            | 14 | 3  | 2 | 9  | 351 | 377 | −26 | 8   | Playoff              |
| 7   | CS Gloria 2018 Bistrița | 14 | 3  | 0 | 11 | 378 | 410 | −32 | 6   |                      |
| 8   | Nykøbing Falster HK     | 14 | 1  | 3 | 10 | 372 | 418 | −46 | 5   |                      |

| 7 septembrie 2024 16:00 | FTC-Rail Cargo Hungaria | 31 – 22 | Nykøbing Falster HK | ÉRD Aréna, Érd Asistență: 1400 Arbitri: Vujačić, Kažanegra |
| 7 septembrie 2024 16:00 | Dmitrieva, Klujber 6    | (15–14) | Madsen 6            | ÉRD Aréna, Érd Asistență: 1400 Arbitri: Vujačić, Kažanegra |
| 7 septembrie 2024 16:00 | 2×                      | Raport  | 2×                  | ÉRD Aréna, Érd Asistență: 1400 Arbitri: Vujačić, Kažanegra |

| 7 septembrie 2024 17:00 | CS Gloria 2018 Bistrița       | 30 – 26 | CSM București | TeraPlast Arena, Bistrița Asistență: 2803 Arbitri: Antić, Jakovljević |
| 7 septembrie 2024 17:00 | Fujita, Kirdiașeva, Mbengue 6 | (16–13) | Omoregie 9    | TeraPlast Arena, Bistrița Asistență: 2803 Arbitri: Antić, Jakovljević |
| 7 septembrie 2024 17:00 | 4× 1×                         | Raport  | 4×            | TeraPlast Arena, Bistrița Asistență: 2803 Arbitri: Antić, Jakovljević |

| 7 septembrie 2024 18:00 | RK Podravka Koprivnica | 23 – 24 | RK Krim Mercator | Sportska dvorana „Josip Samaržija - Bepo”, Koprivnica Asistență: 1254 Arbitri: Lovin, Stancu |
| 7 septembrie 2024 18:00 | Pandža 7               | (9–12)  | Mavsar, Zaadi 5  | Sportska dvorana „Josip Samaržija - Bepo”, Koprivnica Asistență: 1254 Arbitri: Lovin, Stancu |
| 7 septembrie 2024 18:00 | 3×                     | Raport  | 6×               | Sportska dvorana „Josip Samaržija - Bepo”, Koprivnica Asistență: 1254 Arbitri: Lovin, Stancu |

| 8 septembrie 2024 14:00 | Storhamar HE | 29 – 29 | Metz Handball | OBOS Arena, Hamar Asistență: 1137 Arbitri: Vranes, Wenninger |
| 8 septembrie 2024 14:00 | Obaidli 7    | (12–14) | Bouktit 6     | OBOS Arena, Hamar Asistență: 1137 Arbitri: Vranes, Wenninger |
| 8 septembrie 2024 14:00 | 3× 1×        | Raport  | 4× 1×         | OBOS Arena, Hamar Asistență: 1137 Arbitri: Vranes, Wenninger |

| 14 septembrie 2024 16:00 | FTC-Rail Cargo Hungaria | 33 – 24 | RK Podravka Koprivnica | ÉRD Aréna, Érd Asistență: 1450 Arbitri: Merisi, Pepe |
| 14 septembrie 2024 16:00 | Kanor, Malestein 5      | (17–12) | Pandža 5               | ÉRD Aréna, Érd Asistență: 1450 Arbitri: Merisi, Pepe |
| 14 septembrie 2024 16:00 | 3×                      | Raport  | 4× 1×                  | ÉRD Aréna, Érd Asistență: 1450 Arbitri: Merisi, Pepe |

| 14 septembrie 2024 18:00 | Metz Handball        | 28 – 26 | CS Gloria 2018 Bistrița | Les Arènes de Metz, Metz Asistență: 2644 Arbitri: Merz, Kuttler |
| 14 septembrie 2024 18:00 | Bouktit, Valentini 6 | (15–14) | So Delgado 8            | Les Arènes de Metz, Metz Asistență: 2644 Arbitri: Merz, Kuttler |
| 14 septembrie 2024 18:00 | 2× 1×                | Raport  | 6× 2×                   | Les Arènes de Metz, Metz Asistență: 2644 Arbitri: Merz, Kuttler |

| 14 septembrie 2024 18:00 | RK Krim Mercator | 35 – 25 | Nykøbing Falster HK | Arena Stožice, Ljubljana Asistență: 3920 Arbitri: Carmaux, Mursch |
| 14 septembrie 2024 18:00 | Gros 6           | (18–10) | Sprengers 6         | Arena Stožice, Ljubljana Asistență: 3920 Arbitri: Carmaux, Mursch |
| 14 septembrie 2024 18:00 | 5×               | Raport  | 1×                  | Arena Stožice, Ljubljana Asistență: 3920 Arbitri: Carmaux, Mursch |

| 15 septembrie 2024 17:00 | CSM București | 32 – 28 | Storhamar HE | Sala Polivalentă, București Asistență: 3500 Arbitri: Duplii, Pobedrina |
| 15 septembrie 2024 17:00 | Omoregie 8    | (17–15) | Rivas Toft 7 | Sala Polivalentă, București Asistență: 3500 Arbitri: Duplii, Pobedrina |
| 15 septembrie 2024 17:00 | 2×            | Raport  | 3×           | Sala Polivalentă, București Asistență: 3500 Arbitri: Duplii, Pobedrina |

| 21 septembrie 2024 17:00 | CS Gloria 2018 Bistrița | 30 – 35 | RK Krim Mercator | TeraPlast Arena, Bistrița Asistență: 2753 Arbitri: Vujačić, Kažanegra |
| 21 septembrie 2024 17:00 | Kirdiașeva 9            | (19–20) | Gros 9           | TeraPlast Arena, Bistrița Asistență: 2753 Arbitri: Vujačić, Kažanegra |
| 21 septembrie 2024 17:00 | 1×                      | Raport  | 3× 1×            | TeraPlast Arena, Bistrița Asistență: 2753 Arbitri: Vujačić, Kažanegra |

| 21 septembrie 2024 18:00 | RK Podravka Koprivnica | 28 – 29 | CSM București       | Sportska dvorana „Josip Samaržija - Bepo”, Koprivnica Asistență: 1400 Arbitri: Hansen, Jensen |
| 21 septembrie 2024 18:00 | Pletikosić, Šimara 8   | (10–14) | Kobylińska, Neagu 6 | Sportska dvorana „Josip Samaržija - Bepo”, Koprivnica Asistență: 1400 Arbitri: Hansen, Jensen |
| 21 septembrie 2024 18:00 | 4× 2×                  | Raport  | 4× 2×               | Sportska dvorana „Josip Samaržija - Bepo”, Koprivnica Asistență: 1400 Arbitri: Hansen, Jensen |

| 22 septembrie 2024 14:00 | Storhamar HE | 21 – 27 | FTC-Rail Cargo Hungaria | BoligPartner Arena, Hamar Asistență: 1187 Arbitri: Ilieva, Karbeska |
| 22 septembrie 2024 14:00 | Venn 6       | (11–14) | Malestein 7             | BoligPartner Arena, Hamar Asistență: 1187 Arbitri: Ilieva, Karbeska |
| 22 septembrie 2024 14:00 | 3×           | Raport  | 1×                      | BoligPartner Arena, Hamar Asistență: 1187 Arbitri: Ilieva, Karbeska |

| 22 septembrie 2024 16:00 | Nykøbing Falster HK | 27 – 28 | Metz Handball | Spar Nord Arena, Nykøbing Asistență: 1648 Arbitri: Altmár, Horváth |
| 22 septembrie 2024 16:00 | Obaidli 9           | (15–19) | Granier 7     | Spar Nord Arena, Nykøbing Asistență: 1648 Arbitri: Altmár, Horváth |
| 22 septembrie 2024 16:00 | 4×                  | Raport  | 2×            | Spar Nord Arena, Nykøbing Asistență: 1648 Arbitri: Altmár, Horváth |

| 5 octombrie 2024 16:00 | FTC-Rail Cargo Hungaria | 32 – 28 | CS Gloria 2018 Bistrița | ÉRD Aréna, Érd Asistență: 2100 Arbitri: Praštalo, Balvan |
| 5 octombrie 2024 16:00 | Lekić 7                 | (18–10) | Mbengue 7               | ÉRD Aréna, Érd Asistență: 2100 Arbitri: Praštalo, Balvan |
| 5 octombrie 2024 16:00 | 4×                      | Raport  | 5× 1×                   | ÉRD Aréna, Érd Asistență: 2100 Arbitri: Praštalo, Balvan |

| 5 octombrie 2024 18:00 | Metz Handball | 35 – 31 | RK Podravka Koprivnica | Les Arènes de Metz, Metz Asistență: 2887 Arbitri: Duplii, Pobedrina |
| 5 octombrie 2024 18:00 | Valentini 11  | (18–18) | Pandza 10              | Les Arènes de Metz, Metz Asistență: 2887 Arbitri: Duplii, Pobedrina |
| 5 octombrie 2024 18:00 | 6×            | Raport  | 10× 1× 2×              | Les Arènes de Metz, Metz Asistență: 2887 Arbitri: Duplii, Pobedrina |

| 5 octombrie 2024 18:00 | RK Krim Mercator | 25 – 23 | Storhamar HE | Arena Stožice, Ljubljana Asistență: 3715 Arbitri: Doicinov, Gorețov |
| 5 octombrie 2024 18:00 | Horacek 7        | (11–12) | Venn 5       | Arena Stožice, Ljubljana Asistență: 3715 Arbitri: Doicinov, Gorețov |
| 5 octombrie 2024 18:00 | 5×               | Raport  | 3×           | Arena Stožice, Ljubljana Asistență: 3715 Arbitri: Doicinov, Gorețov |

| 6 octombrie 2024 17:00 | CSM București | 27 – 26 | Nykøbing Falster HK | Sala Polivalentă, București Asistență: 3966 Arbitri: Cipov, Klus |
| 6 octombrie 2024 17:00 | Neagu 10      | (12–14) | Bardrum 6           | Sala Polivalentă, București Asistență: 3966 Arbitri: Cipov, Klus |
| 6 octombrie 2024 17:00 | 2×            | Raport  | 3× 1×               | Sala Polivalentă, București Asistență: 3966 Arbitri: Cipov, Klus |

| 12 octombrie 2024 16:00 | Nykøbing Falster HK | 28 – 33 | Storhamar HE                | Spar Nord Arena, Nykøbing Asistență: 1710 Arbitri: Sekulić, Jovandić |
| 12 octombrie 2024 16:00 | Sprengers 6         | (17–16) | Obaidli, Rivas Toft, Venn 7 | Spar Nord Arena, Nykøbing Asistență: 1710 Arbitri: Sekulić, Jovandić |
| 12 octombrie 2024 16:00 | 1×                  | Raport  | 4× 2×                       | Spar Nord Arena, Nykøbing Asistență: 1710 Arbitri: Sekulić, Jovandić |

| 12 octombrie 2024 17:00 | CS Gloria 2018 Bistrița | 25 – 29 | RK Podravka Koprivnica | TeraPlast Arena, Bistrița Asistență: 2700 Arbitri: Lidacka, Lesiak |
| 12 octombrie 2024 17:00 | Fujita 6                | (7–13)  | Pletikosić 9           | TeraPlast Arena, Bistrița Asistență: 2700 Arbitri: Lidacka, Lesiak |
| 12 octombrie 2024 17:00 | 2×                      | Raport  | 7× 2×                  | TeraPlast Arena, Bistrița Asistență: 2700 Arbitri: Lidacka, Lesiak |

| 12 octombrie 2024 18:00 | Metz Handball        | 24 – 19 | FTC-Rail Cargo Hungaria | Les Arènes de Metz, Metz Asistență: 3512 Arbitri: Lovin, Stancu |
| 12 octombrie 2024 18:00 | Bouktit, Valentini 5 | (11–11) | Dmitrieva 7             | Les Arènes de Metz, Metz Asistență: 3512 Arbitri: Lovin, Stancu |
| 12 octombrie 2024 18:00 | 3× 1×                | Raport  | 5× 1×                   | Les Arènes de Metz, Metz Asistență: 3512 Arbitri: Lovin, Stancu |

| 12 octombrie 2024 18:00 | RK Krim Mercator | 29 – 31 | CSM București | Arena Stožice, Ljubljana Asistență: 3635 Arbitri: Altmár, Horváth |
| 12 octombrie 2024 18:00 | Gros 10          | (15–19) | Omoregie 8    | Arena Stožice, Ljubljana Asistență: 3635 Arbitri: Altmár, Horváth |
| 12 octombrie 2024 18:00 | 1×               | Raport  | 1×            | Arena Stožice, Ljubljana Asistență: 3635 Arbitri: Altmár, Horváth |

| 19 octombrie 2024 16:00 | FTC-Rail Cargo Hungaria | 28 – 26 | RK Krim Mercator | ÉRD Aréna, Érd Asistență: 1800 Arbitri: Braseth, Sundet |
| 19 octombrie 2024 16:00 | Bölk, Dmitrieva 8       | (16–14) | Gros 11          | ÉRD Aréna, Érd Asistență: 1800 Arbitri: Braseth, Sundet |
| 19 octombrie 2024 16:00 | 4×                      | Raport  | 2× 1×            | ÉRD Aréna, Érd Asistență: 1800 Arbitri: Braseth, Sundet |

| 19 octombrie 2024 16:00 | RK Podravka Koprivnica | 27 – 27 | Nykøbing Falster HK | Sportska dvorana „Josip Samaržija - Bepo”, Koprivnica Asistență: 1600 Arbitri: Weijmans, Wolbertus |
| 19 octombrie 2024 16:00 | Pletikosić 6           | (18–14) | Bardrum 9           | Sportska dvorana „Josip Samaržija - Bepo”, Koprivnica Asistență: 1600 Arbitri: Weijmans, Wolbertus |
| 19 octombrie 2024 16:00 | 4× 1×                  | Raport  | 2× 1×               | Sportska dvorana „Josip Samaržija - Bepo”, Koprivnica Asistență: 1600 Arbitri: Weijmans, Wolbertus |

| 20 octombrie 2024 14:00 | Storhamar HE | 25 – 23 | CS Gloria 2018 Bistrița | BoligPartner Arena, Hamar Asistență: 1159 Arbitri: Merisi, Pepe |
| 20 octombrie 2024 14:00 | Obaidli 8    | (13–11) | So Delgado 6            | BoligPartner Arena, Hamar Asistență: 1159 Arbitri: Merisi, Pepe |
| 20 octombrie 2024 14:00 | 2× 1×        | Raport  | 3× 2×                   | BoligPartner Arena, Hamar Asistență: 1159 Arbitri: Merisi, Pepe |

| 20 octombrie 2024 17:00 | CSM București          | 31 – 32 | Metz Handball | Sala Polivalentă, București Asistență: 4700 Arbitri: Tzaferopoulos, Bethmann |
| 20 octombrie 2024 17:00 | Kobylińska, Omoregie 7 | (16–19) | Axnér 8       | Sala Polivalentă, București Asistență: 4700 Arbitri: Tzaferopoulos, Bethmann |
| 20 octombrie 2024 17:00 | 1×                     | Raport  | 1×            | Sala Polivalentă, București Asistență: 4700 Arbitri: Tzaferopoulos, Bethmann |

| 9 noiembrie 2024 16:00 | Storhamar HE | 23 – 25 | RK Podravka Koprivnica | BoligPartner Arena, Hamar Asistență: 962 Arbitri: Covalciuc, Covalciuc |
| 9 noiembrie 2024 16:00 | Obaidli 5    | (15–15) | Birtić, Pletikosić 6   | BoligPartner Arena, Hamar Asistență: 962 Arbitri: Covalciuc, Covalciuc |
| 9 noiembrie 2024 16:00 | 2×           | Raport  | 4×                     | BoligPartner Arena, Hamar Asistență: 962 Arbitri: Covalciuc, Covalciuc |

| 9 noiembrie 2024 17:00 | CS Gloria 2018 Bistrița        | 37 – 29 | Nykøbing Falster HK | TeraPlast Arena, Bistrița Asistență: 2435 Arbitri: Doicinov, Gorețov |
| 9 noiembrie 2024 17:00 | Fujita, So Delgano, Vukčević 6 | (16–14) | Bardrum 6           | TeraPlast Arena, Bistrița Asistență: 2435 Arbitri: Doicinov, Gorețov |
| 9 noiembrie 2024 17:00 | 2×                             | Raport  |                     | TeraPlast Arena, Bistrița Asistență: 2435 Arbitri: Doicinov, Gorețov |

| 10 noiembrie 2024 14:00 | RK Krim Mercator | 25 – 34 | Metz Handball | Arena Stožice, Ljubljana Asistență: 4235 Arbitri: Praštalo, Balvan |
| 10 noiembrie 2024 14:00 | Ngombele 5       | (13–15) | Valentini 8   | Arena Stožice, Ljubljana Asistență: 4235 Arbitri: Praštalo, Balvan |
| 10 noiembrie 2024 14:00 | 3×               | Raport  | 5× 1×         | Arena Stožice, Ljubljana Asistență: 4235 Arbitri: Praštalo, Balvan |

| 10 noiembrie 2024 17:00 | CSM București | 26 – 28 | FTC-Rail Cargo Hungaria | Sala Polivalentă, București Asistență: 4200 Arbitri: Mata, López |
| 10 noiembrie 2024 17:00 | Omoregie 8    | (16–15) | Klujber 11              | Sala Polivalentă, București Asistență: 4200 Arbitri: Mata, López |
| 10 noiembrie 2024 17:00 | 6× 2×         | Raport  | 4× 2×                   | Sala Polivalentă, București Asistență: 4200 Arbitri: Mata, López |

| 16 noiembrie 2024 18:00 | Metz Handball        | 34 – 30 | RK Krim Mercator     | Les Arènes de Metz, Metz Asistență: 4312 Arbitri: Antić, Jakovljević |
| 16 noiembrie 2024 18:00 | Bouktit, Valentini 9 | (14–11) | Brnović, Radičević 6 | Les Arènes de Metz, Metz Asistență: 4312 Arbitri: Antić, Jakovljević |
| 16 noiembrie 2024 18:00 | 1×                   | Raport  | 4× 1×                | Les Arènes de Metz, Metz Asistență: 4312 Arbitri: Antić, Jakovljević |

| 16 noiembrie 2024 16:00 | Nykøbing Falster HK | 32 – 24 | CS Gloria 2018 Bistrița | Spar Nord Arena, Nykøbing Asistență: 1500 Arbitri: Braseth, Sundet |
| 16 noiembrie 2024 16:00 | Von Pereira 7       | (16–13) | Nosek 7                 | Spar Nord Arena, Nykøbing Asistență: 1500 Arbitri: Braseth, Sundet |
| 16 noiembrie 2024 16:00 | 3× 1×               | Raport  | 4×                      | Spar Nord Arena, Nykøbing Asistență: 1500 Arbitri: Braseth, Sundet |

| 16 noiembrie 2024 18:00 | RK Podravka Koprivnica | 25 – 24 | Storhamar HE | Sportska dvorana „Josip Samaržija - Bepo”, Koprivnica Asistență: 1950 Arbitri: Vujačić, Kažanegra |
| 16 noiembrie 2024 18:00 | Birtić 6               | (14–12) | Rivas Toft 5 | Sportska dvorana „Josip Samaržija - Bepo”, Koprivnica Asistență: 1950 Arbitri: Vujačić, Kažanegra |
| 16 noiembrie 2024 18:00 | 4× 1×                  | Raport  | 5×           | Sportska dvorana „Josip Samaržija - Bepo”, Koprivnica Asistență: 1950 Arbitri: Vujačić, Kažanegra |

| 17 noiembrie 2024 14:00 | FTC-Rail Cargo Hungaria | 31 – 28 | CSM București | ÉRD Aréna, Érd Asistență: 1900 Arbitri: Carmaux, Mursch |
| 17 noiembrie 2024 14:00 | Dmitrieva, Klujber 6    | (17–18) | Omoregie 10   | ÉRD Aréna, Érd Asistență: 1900 Arbitri: Carmaux, Mursch |
| 17 noiembrie 2024 14:00 | 1×                      | Raport  | 3× 1×         | ÉRD Aréna, Érd Asistență: 1900 Arbitri: Carmaux, Mursch |

| 11 ianuarie 2025 16:00 | Nykøbing Falster HK | 28 – 31 | RK Podravka Koprivnica | Spar Nord Arena, Nykøbing Asistență: 1375 Arbitri: Panayides, Andreou |
| 11 ianuarie 2025 16:00 | Von Pereira 7       | (13–13) | Brkić 8                | Spar Nord Arena, Nykøbing Asistență: 1375 Arbitri: Panayides, Andreou |
| 11 ianuarie 2025 16:00 | 7× 1×               | Raport  | 8×                     | Spar Nord Arena, Nykøbing Asistență: 1375 Arbitri: Panayides, Andreou |

| 11 ianuarie 2025 17:00 | CS Gloria 2018 Bistrița | 31 – 28 | Storhamar HE             | TeraPlast Arena, Bistrița Asistență: 2653 Arbitri: Weijmans, Wolbertus |
| 11 ianuarie 2025 17:00 | So Delgado 7            | (13–15) | Boge Solås, Rivas Toft 6 | TeraPlast Arena, Bistrița Asistență: 2653 Arbitri: Weijmans, Wolbertus |
| 11 ianuarie 2025 17:00 | 2× 1×                   | Raport  | 1×                       | TeraPlast Arena, Bistrița Asistență: 2653 Arbitri: Weijmans, Wolbertus |

| 11 ianuarie 2025 18:00 | RK Krim Mercator | 22 – 27 | FTC-Rail Cargo Hungaria       | Arena Stožice, Ljubljana Asistență: 3620 Arbitri: Metalari, Nikolovski |
| 11 ianuarie 2025 18:00 | Gros 6           | (11–15) | Dmitrieva, Kanor, Malestein 5 | Arena Stožice, Ljubljana Asistență: 3620 Arbitri: Metalari, Nikolovski |
| 11 ianuarie 2025 18:00 | 5× 1×            | Raport  | 3×                            | Arena Stožice, Ljubljana Asistență: 3620 Arbitri: Metalari, Nikolovski |

| 12 ianuarie 2025 16:00 | Metz Handball | 27 – 24 | CSM București | Les Arènes de Metz, Metz Asistență: 5005 Arbitri: Lidacka, Lesiak |
| 12 ianuarie 2025 16:00 | Bouktit 7     | (13–12) | Neagu 6       | Les Arènes de Metz, Metz Asistență: 5005 Arbitri: Lidacka, Lesiak |
| 12 ianuarie 2025 16:00 | 3×            | Raport  | 4×            | Les Arènes de Metz, Metz Asistență: 5005 Arbitri: Lidacka, Lesiak |

| 18 ianuarie 2025 16:00 | FTC-Rail Cargo Hungaria | 23 – 26 | Metz Handball | ÉRD Aréna, Érd Asistență: 2200 Arbitri: Xhema, Jahja |
| 18 ianuarie 2025 16:00 | Klujber, Malestein 6    | (11–13) | Vámos 8       | ÉRD Aréna, Érd Asistență: 2200 Arbitri: Xhema, Jahja |
| 18 ianuarie 2025 16:00 | 7× 1×                   | Raport  | 5×            | ÉRD Aréna, Érd Asistență: 2200 Arbitri: Xhema, Jahja |

| 18 ianuarie 2025 17:00 | CSM București | 36 – 23 | RK Krim Mercator | Sala Polivalentă, București Asistență: 4100 Arbitri: Thiyagarajah, Thiyagarajah |
| 18 ianuarie 2025 17:00 | Neagu 11      | (17–8)  | Horacek 7        | Sala Polivalentă, București Asistență: 4100 Arbitri: Thiyagarajah, Thiyagarajah |
| 18 ianuarie 2025 17:00 | 1×            | Raport  | 4× 1×            | Sala Polivalentă, București Asistență: 4100 Arbitri: Thiyagarajah, Thiyagarajah |

| 18 ianuarie 2025 18:00 | RK Podravka Koprivnica | 26 – 25 | CS Gloria 2018 Bistrița | Sportska dvorana „Josip Samaržija - Bepo”, Koprivnica Asistență: 1800 Arbitri: Ilieva, Karbeska |
| 18 ianuarie 2025 18:00 | Mamić 8                | (15–15) | Mbengue, So Delgado 7   | Sportska dvorana „Josip Samaržija - Bepo”, Koprivnica Asistență: 1800 Arbitri: Ilieva, Karbeska |
| 18 ianuarie 2025 18:00 | 3× 2×                  | Raport  | 4× 1×                   | Sportska dvorana „Josip Samaržija - Bepo”, Koprivnica Asistență: 1800 Arbitri: Ilieva, Karbeska |

| 19 ianuarie 2025 14:00 | Storhamar HE | 22 – 22 | Nykøbing Falster HK | BoligPartner Arena, Hamar Asistență: 927 Arbitri: Barysas, Petrušis |
| 19 ianuarie 2025 14:00 | Venn 5       | (12–9)  | Bardrum 7           | BoligPartner Arena, Hamar Asistență: 927 Arbitri: Barysas, Petrušis |
| 19 ianuarie 2025 14:00 | 4×           | Raport  | 2×                  | BoligPartner Arena, Hamar Asistență: 927 Arbitri: Barysas, Petrušis |

| 25 ianuarie 2025 16:00 | RK Podravka Koprivnica | 26 – 28 | Metz Handball    | Sportska dvorana „Josip Samaržija - Bepo”, Koprivnica Asistență: 1800 Arbitri: Doicinov, Gorețov |
| 25 ianuarie 2025 16:00 | Mamić 5                | (9–14)  | Granier, Vámos 6 | Sportska dvorana „Josip Samaržija - Bepo”, Koprivnica Asistență: 1800 Arbitri: Doicinov, Gorețov |
| 25 ianuarie 2025 16:00 | 5× 1×                  | Raport  | 3× 1×            | Sportska dvorana „Josip Samaržija - Bepo”, Koprivnica Asistență: 1800 Arbitri: Doicinov, Gorețov |

| 25 ianuarie 2025 17:00 | CS Gloria 2018 Bistrița | 23 – 26 | FTC-Rail Cargo Hungaria | TeraPlast Arena, Bistrița Asistență: 2810 Arbitri: Brkić, Jusufhodžić |
| 25 ianuarie 2025 17:00 | Bazaliu 11              | (11–12) | Malestein 6             | TeraPlast Arena, Bistrița Asistență: 2810 Arbitri: Brkić, Jusufhodžić |
| 25 ianuarie 2025 17:00 | 1×                      | Raport  | 2×                      | TeraPlast Arena, Bistrița Asistență: 2810 Arbitri: Brkić, Jusufhodžić |

| 26 ianuarie 2025 14:00 | Nykøbing Falster HK        | 27 – 29 | CSM București | Spar Nord Arena, Nykøbing Asistență: 2075 Arbitri: Praštalo, Balvan |
| 26 ianuarie 2025 14:00 | Vestergaard, Von Pereira 5 | (10–15) | Neagu 7       | Spar Nord Arena, Nykøbing Asistență: 2075 Arbitri: Praštalo, Balvan |
| 26 ianuarie 2025 14:00 | 1×                         | Raport  | 2× 1×         | Spar Nord Arena, Nykøbing Asistență: 2075 Arbitri: Praštalo, Balvan |

| 26 ianuarie 2025 14:00 | Storhamar HE          | 29 – 28 | RK Krim Mercator | BoligPartner Arena, Hamar Asistență: 830 Arbitri: Kull, Tint |
| 26 ianuarie 2025 14:00 | Obaidli, Rivas Toft 7 | (14–11) | Gros 7           | BoligPartner Arena, Hamar Asistență: 830 Arbitri: Kull, Tint |
| 26 ianuarie 2025 14:00 | 1×                    | Raport  | 4× 1×            | BoligPartner Arena, Hamar Asistență: 830 Arbitri: Kull, Tint |

| 8 februarie 2025 16:00 | FTC-Rail Cargo Hungaria | 26 – 25 | Storhamar HE | ÉRD Aréna, Érd Asistență: 2100 Arbitri: Duplii, Pobedrina |
| 8 februarie 2025 16:00 | patru jucătoare 4       | (16–10) | Obaidli 8    | ÉRD Aréna, Érd Asistență: 2100 Arbitri: Duplii, Pobedrina |
| 8 februarie 2025 16:00 | 3×                      | Raport  | 3×           | ÉRD Aréna, Érd Asistență: 2100 Arbitri: Duplii, Pobedrina |

| 8 februarie 2025 18:00 | Metz Handball | 30 – 22 | Nykøbing Falster HK | Les Arènes de Metz, Metz Asistență: 3717 Arbitri: Ilieva, Karbeska |
| 8 februarie 2025 18:00 | Bouktit 9     | (16–13) | Bardrum 5           | Les Arènes de Metz, Metz Asistență: 3717 Arbitri: Ilieva, Karbeska |
| 8 februarie 2025 18:00 | 2× 1×         | Raport  | 4× 3×               | Les Arènes de Metz, Metz Asistență: 3717 Arbitri: Ilieva, Karbeska |

| 8 februarie 2025 18:00 | RK Krim Mercator | 28 – 25 | CS Gloria 2018 Bistrița | Arena Stožice, Ljubljana Asistență: 4211 Arbitri: Cipov, Klus |
| 8 februarie 2025 18:00 | Horacek 10       | (12–13) | Nocuń 7                 | Arena Stožice, Ljubljana Asistență: 4211 Arbitri: Cipov, Klus |
| 8 februarie 2025 18:00 | 5× 1×            | Raport  | 4×                      | Arena Stožice, Ljubljana Asistență: 4211 Arbitri: Cipov, Klus |

| 9 februarie 2025 17:00 | CSM București | 31 – 30 | RK Podravka Koprivnica | Sala Polivalentă, București Asistență: 4500 Arbitri: Altmár, Horváth |
| 9 februarie 2025 17:00 | Neagu 8       | (16–16) | Pandža, Pletikosić 5   | Sala Polivalentă, București Asistență: 4500 Arbitri: Altmár, Horváth |
| 9 februarie 2025 17:00 | 6×            | Raport  | 6× 1×                  | Sala Polivalentă, București Asistență: 4500 Arbitri: Altmár, Horváth |

| 15 februarie 2025 16:00 | RK Podravka Koprivnica | 29 – 30 | FTC-Rail Cargo Hungaria | Sportska dvorana „Josip Samaržija - Bepo”, Koprivnica Asistență: 2000 Arbitri: Praštalo, Balvan |
| 15 februarie 2025 16:00 | Barišić 7              | (18–14) | Malestein 6             | Sportska dvorana „Josip Samaržija - Bepo”, Koprivnica Asistență: 2000 Arbitri: Praštalo, Balvan |
| 15 februarie 2025 16:00 | 2× 1×                  | Raport  | 4× 1×                   | Sportska dvorana „Josip Samaržija - Bepo”, Koprivnica Asistență: 2000 Arbitri: Praštalo, Balvan |

| 15 februarie 2025 16:00 | Nykøbing Falster HK | 30 – 30 | RK Krim Mercator | Spar Nord Arena, Nykøbing Asistență: 1429 Arbitri: Vujačić, Kažanegra |
| 15 februarie 2025 16:00 | Bardrum 9           | (14–19) | Gros 8           | Spar Nord Arena, Nykøbing Asistență: 1429 Arbitri: Vujačić, Kažanegra |
| 15 februarie 2025 16:00 | 1×                  | Raport  | 4×               | Spar Nord Arena, Nykøbing Asistență: 1429 Arbitri: Vujačić, Kažanegra |

| 15 februarie 2025 17:00 | CS Gloria 2018 Bistrița | 28 – 34 | Metz Handball | TeraPlast Arena, Bistrița Asistență: 2652 Arbitri: Panayides, Andreou |
| 15 februarie 2025 17:00 | So Delgado 7            | (12–18) | Bouktit 7     | TeraPlast Arena, Bistrița Asistență: 2652 Arbitri: Panayides, Andreou |
| 15 februarie 2025 17:00 | 1× 2×                   | Raport  | 4× 2×         | TeraPlast Arena, Bistrița Asistență: 2652 Arbitri: Panayides, Andreou |

| 16 februarie 2025 14:00 | Storhamar HE          | 21 – 32 | CSM București | BoligPartner Arena, Hamar Asistență: 1227 Arbitri: Hatipoğlu, Şimşek |
| 16 februarie 2025 14:00 | Obaidli, Rivas Toft 4 | (11–14) | Pintea 10     | BoligPartner Arena, Hamar Asistență: 1227 Arbitri: Hatipoğlu, Şimşek |
| 16 februarie 2025 14:00 | 3× 2×                 | Raport  | 4× 1×         | BoligPartner Arena, Hamar Asistență: 1227 Arbitri: Hatipoğlu, Şimşek |

| 22 februarie 2025 16:00 | Nykøbing Falster HK | 27 – 34 | FTC-Rail Cargo Hungaria | Spar Nord Arena, Nykøbing Asistență: 1734 Arbitri: Jakovljević, Kovačević |
| 22 februarie 2025 16:00 | Obaidli 7           | (15–18) | Malestein 9             | Spar Nord Arena, Nykøbing Asistență: 1734 Arbitri: Jakovljević, Kovačević |
| 22 februarie 2025 16:00 | 2× 1×               | Raport  | 6× 1×                   | Spar Nord Arena, Nykøbing Asistență: 1734 Arbitri: Jakovljević, Kovačević |

| 22 februarie 2025 17:00 | CSM București | 32 – 23 | CS Gloria 2018 Bistrița | Sala Polivalentă, București Asistență: 4400 Arbitri: Duplii, Pobedrina |
| 22 februarie 2025 17:00 | Pintea 8      | (17–10) | Mbengue 5               | Sala Polivalentă, București Asistență: 4400 Arbitri: Duplii, Pobedrina |
| 22 februarie 2025 17:00 | 3×            | Raport  | 4× 1×                   | Sala Polivalentă, București Asistență: 4400 Arbitri: Duplii, Pobedrina |

| 22 februarie 2025 18:00 | Metz Handball | 24 – 20 | Storhamar HE | Les Arènes de Metz, Metz Asistență: 4228 Arbitri: Metalari, Nikolovski |
| 22 februarie 2025 18:00 | Mlamali 7     | (14–11) | Rivas Toft 7 | Les Arènes de Metz, Metz Asistență: 4228 Arbitri: Metalari, Nikolovski |
| 22 februarie 2025 18:00 | 1×            | Raport  | 3× 1×        | Les Arènes de Metz, Metz Asistență: 4228 Arbitri: Metalari, Nikolovski |

| 22 februarie 2025 18:00 | RK Krim Mercator | 30 – 29 | RK Podravka Koprivnica | Arena Stožice, Ljubljana Asistență: 3260 Arbitri: Xhema, Jahja |
| 22 februarie 2025 18:00 | Radičević 9      | (11–12) | Pletikosić 7           | Arena Stožice, Ljubljana Asistență: 3260 Arbitri: Xhema, Jahja |
| 22 februarie 2025 18:00 | 5× 2×            | Raport  | 3× 1×                  | Arena Stožice, Ljubljana Asistență: 3260 Arbitri: Xhema, Jahja |

### Grupa B
| Loc | Echipa                  | MJ | V  | E | Î  | GM  | GP  | DG  | Pct | Calificare           |
| --- | ----------------------- | -- | -- | - | -- | --- | --- | --- | --- | -------------------- |
| 1   | Győri Audi ETO KC       | 14 | 12 | 1 | 1  | 397 | 333 | +64 | 25  | Sferturile de finală |
| 2   | Team Esbjerg            | 14 | 10 | 1 | 3  | 414 | 360 | +54 | 21  | Sferturile de finală |
| 3   | Odense Håndbold         | 14 | 10 | 0 | 4  | 434 | 376 | +58 | 20  | Playoff              |
| 4   | Brest Bretagne Handball | 14 | 7  | 1 | 6  | 414 | 383 | +31 | 15  | Playoff              |
| 5   | HB Ludwigsburg          | 14 | 6  | 1 | 7  | 391 | 411 | −20 | 13  | Playoff              |
| 6   | CS Rapid București      | 14 | 2  | 2 | 10 | 350 | 412 | −62 | 6   | Playoff              |
| 7   | Budućnost BEMAX         | 14 | 1  | 3 | 10 | 324 | 398 | −74 | 5   |                      |
| 8   | Vipers Kristiansand     | 14 | 3  | 1 | 10 | 245 | 296 | −51 | 7   | Retrasă              |

1. ↑  Pe 13 ianuarie 2025, Federația Europeană de Handbal a fost informată despre falimentul clubului Vipers Kristiansand, declarat în aceeași zi, și despre retragerea imediată a echipei din Liga Campionilor EHF.[5] În consecință, EHF a decis ca toate partidele programate după 13 ianuarie 2025 să fie omologate ca victorii cu scorul de 10–0 în favoarea adversarilor echipei Vipers.[6]

| 7 septembrie 2024 18:00 | Győri Audi ETO KC | 28 – 26 | Team Esbjerg | Audi Aréna, Győr Asistență: 4492 Arbitri: Covalciuc, Covalciuc |
| 7 septembrie 2024 18:00 | Housheer 11       | (16–12) | Reistad 15   | Audi Aréna, Győr Asistență: 4492 Arbitri: Covalciuc, Covalciuc |
| 7 septembrie 2024 18:00 | 3×                | Raport  | 3×           | Audi Aréna, Győr Asistență: 4492 Arbitri: Covalciuc, Covalciuc |

| 7 septembrie 2024 18:00 | Brest Bretagne Handball | 30 – 27 | Vipers Kristiansand | Brest Arena, Brest Asistență: 3173 Arbitri: Backović, Palačković |
| 7 septembrie 2024 18:00 | Mairot 5                | (13–10) | Abbingh 7           | Brest Arena, Brest Asistență: 3173 Arbitri: Backović, Palačković |
| 7 septembrie 2024 18:00 | 5× 1×                   | Raport  | 4×                  | Brest Arena, Brest Asistență: 3173 Arbitri: Backović, Palačković |

| 8 septembrie 2024 16:00 | Odense Håndbold | 28 – 22 | HB Ludwigsburg | Sydbank Arena, Odense Asistență: 1905 Arbitri: Altmár, Horváth |
| 8 septembrie 2024 16:00 | Højlund 5       | (13–10) | Behrend 6      | Sydbank Arena, Odense Asistență: 1905 Arbitri: Altmár, Horváth |
| 8 septembrie 2024 16:00 | 2× 1×           | Raport  | 2×             | Sydbank Arena, Odense Asistență: 1905 Arbitri: Altmár, Horváth |

| 8 septembrie 2024 17:00 | CS Rapid București | 32 – 27 | Budućnost BEMAX | Sala Polivalentă, București Asistență: 4150 Arbitri: Doicinov, Gorețov |
| 8 septembrie 2024 17:00 | Janjušević 8       | (15–15) | Pavićević 7     | Sala Polivalentă, București Asistență: 4150 Arbitri: Doicinov, Gorețov |
| 8 septembrie 2024 17:00 | 1×                 | Raport  | 2× 1×           | Sala Polivalentă, București Asistență: 4150 Arbitri: Doicinov, Gorețov |

| 14 septembrie 2024 16:00 | Vipers Kristiansand | 30 – 30 | CS Rapid București | Aquarama, Kristiansand Asistență: 1102 Arbitri: Budzák, Záhradník |
| 14 septembrie 2024 16:00 | Abbingh 7           | (16–16) | Kassoma 6          | Aquarama, Kristiansand Asistență: 1102 Arbitri: Budzák, Záhradník |
| 14 septembrie 2024 16:00 | 2×                  | Raport  | 5×                 | Aquarama, Kristiansand Asistență: 1102 Arbitri: Budzák, Záhradník |

| 15 septembrie 2024 14:00 | Budućnost BEMAX | 22 – 35 | Brest Bretagne Handball | Centrul Sportiv Morača, Podgorica Asistență: 1500 Arbitri: Weijmans, Wolbertus |
| 15 septembrie 2024 14:00 | Vukčević 8      | (10–16) | Viahireva 5             | Centrul Sportiv Morača, Podgorica Asistență: 1500 Arbitri: Weijmans, Wolbertus |
| 15 septembrie 2024 14:00 | 7× 1×           | Raport  | 4× 1×                   | Centrul Sportiv Morača, Podgorica Asistență: 1500 Arbitri: Weijmans, Wolbertus |

| 15 septembrie 2024 14:00 | HB Ludwigsburg | 26 – 31 | Győri Audi ETO KC                | MHP Arena, Ludwigsburg Asistență: 2471 Arbitri: Praštalo, Balvan |
| 15 septembrie 2024 14:00 | Leuchter 6     | (16–18) | Housheer, Jørgensen, Nze Minko 5 | MHP Arena, Ludwigsburg Asistență: 2471 Arbitri: Praštalo, Balvan |
| 15 septembrie 2024 14:00 | 2×             | Raport  | 4× 1×                            | MHP Arena, Ludwigsburg Asistență: 2471 Arbitri: Praštalo, Balvan |

| 15 septembrie 2024 16:00 | Team Esbjerg | 39 – 30 | Odense Håndbold | Blue Water Dokken, Esbjerg Asistență: 2380 Arbitri: Braseth, Sundet |
| 15 septembrie 2024 16:00 | Reistad 10   | (22–14) | Aune 5          | Blue Water Dokken, Esbjerg Asistență: 2380 Arbitri: Braseth, Sundet |
| 15 septembrie 2024 16:00 | 4×           | Raport  | 4× 1×           | Blue Water Dokken, Esbjerg Asistență: 2380 Arbitri: Braseth, Sundet |

| 21 septembrie 2024 16:00 | Odense Håndbold | 31 – 29 | Budućnost BEMAX | Sydbank Arena, Odense Asistență: 1870 Arbitri: Lidacka, Lesiak |
| 21 septembrie 2024 16:00 | T. Deila 9      | (13–12) | Vukčević 9      | Sydbank Arena, Odense Asistență: 1870 Arbitri: Lidacka, Lesiak |
| 21 septembrie 2024 16:00 | 1×              | Raport  | 4× 1×           | Sydbank Arena, Odense Asistență: 1870 Arbitri: Lidacka, Lesiak |

| 21 septembrie 2024 18:00 | Győri Audi ETO KC | 27 – 22 | Vipers Kristiansand | Audi Aréna, Győr Asistență: 4693 Arbitri: Barysas, Petrušis |
| 21 septembrie 2024 18:00 | Hovden 6          | (14–9)  | Strömberg 5         | Audi Aréna, Győr Asistență: 4693 Arbitri: Barysas, Petrušis |
| 21 septembrie 2024 18:00 | 3×                | Raport  | 4×                  | Audi Aréna, Győr Asistență: 4693 Arbitri: Barysas, Petrušis |

| 21 septembrie 2024 18:00 | Brest Bretagne Handball | 33 – 32 | Team Esbjerg | Brest Arena, Brest Asistență: 3362 Arbitri: Mata, López |
| 21 septembrie 2024 18:00 | Faure 6                 | (16–19) | Møller 8     | Brest Arena, Brest Asistență: 3362 Arbitri: Mata, López |
| 21 septembrie 2024 18:00 | 4× 1×                   | Raport  | 3×           | Brest Arena, Brest Asistență: 3362 Arbitri: Mata, López |

| 22 septembrie 2024 17:00 | CS Rapid București | 29 – 37 | HB Ludwigsburg | Sala Polivalentă, București Asistență: 3500 Arbitri: Braseth, Sundet |
| 22 septembrie 2024 17:00 | Janjušević 8       | (11–19) | Faluvégi 8     | Sala Polivalentă, București Asistență: 3500 Arbitri: Braseth, Sundet |
| 22 septembrie 2024 17:00 | 5× 1×              | Raport  | 3× 1×          | Sala Polivalentă, București Asistență: 3500 Arbitri: Braseth, Sundet |

| 5 octombrie 2024 16:00 | Vipers Kristiansand | 26 – 24 | Odense Håndbold | Aquarama, Kristiansand Asistență: 1551 Arbitri: Lovin, Stancu |
| 5 octombrie 2024 16:00 | patru jucătoare 5   | (12–11) | Højlund 7       | Aquarama, Kristiansand Asistență: 1551 Arbitri: Lovin, Stancu |
| 5 octombrie 2024 16:00 | 3×                  | Raport  | 1× 2× 1×        | Aquarama, Kristiansand Asistență: 1551 Arbitri: Lovin, Stancu |

| 6 octombrie 2024 14:00 | Team Esbjerg | 39 – 32 | CS Rapid București | Blue Water Dokken, Esbjerg Asistență: 2378 Arbitri: Carmaux, Mursch |
| 6 octombrie 2024 14:00 | Reistad 9    | (18–15) | Janjušević 9       | Blue Water Dokken, Esbjerg Asistență: 2378 Arbitri: Carmaux, Mursch |
| 6 octombrie 2024 14:00 | 4×           | Raport  | 2×                 | Blue Water Dokken, Esbjerg Asistență: 2378 Arbitri: Carmaux, Mursch |

| 6 octombrie 2024 16:00 | HB Ludwigsburg | 26 – 33 | Brest Bretagne Handball | MHP Arena, Ludwigsburg Asistență: 1618 Arbitri: Merisi, Pepe |
| 6 octombrie 2024 16:00 | Nestaker 7     | (12–14) | Mairot 8                | MHP Arena, Ludwigsburg Asistență: 1618 Arbitri: Merisi, Pepe |
| 6 octombrie 2024 16:00 | 3×             | Raport  | 4× 1×                   | MHP Arena, Ludwigsburg Asistență: 1618 Arbitri: Merisi, Pepe |

| 6 octombrie 2024 16:00 | Budućnost BEMAX | 23 – 23 | Győri Audi ETO KC | Centrul Sportiv Morača, Podgorica Asistență: 1560 Arbitri: Vranes, Wenninger |
| 6 octombrie 2024 16:00 | Despotović 7    | (10–11) | Housheer 5        | Centrul Sportiv Morača, Podgorica Asistență: 1560 Arbitri: Vranes, Wenninger |
| 6 octombrie 2024 16:00 | 2×              | Raport  | 1×                | Centrul Sportiv Morača, Podgorica Asistență: 1560 Arbitri: Vranes, Wenninger |

| 13 octombrie 2024 14:00 | Team Esbjerg | 30 – 29 | Vipers Kristiansand | Blue Water Dokken, Esbjerg Asistență: 2306 Arbitri: Ilieva, Karbeska |
| 13 octombrie 2024 14:00 | Reistad 12   | (15–13) | Roberts 7           | Blue Water Dokken, Esbjerg Asistență: 2306 Arbitri: Ilieva, Karbeska |
| 13 octombrie 2024 14:00 | 1× 2×        | Raport  | 3× 1×               | Blue Water Dokken, Esbjerg Asistență: 2306 Arbitri: Ilieva, Karbeska |

| 13 octombrie 2024 14:00 | Budućnost BEMAX | 25 – 36 | HB Ludwigsburg | Centrul Sportiv Morača, Podgorica Asistență: 1000 Arbitri: Backović, Palacković |
| 13 octombrie 2024 14:00 | Vukčević 8      | (14–17) | Thomaier 7     | Centrul Sportiv Morača, Podgorica Asistență: 1000 Arbitri: Backović, Palacković |
| 13 octombrie 2024 14:00 | 4×              | Raport  | 2× 1×          | Centrul Sportiv Morača, Podgorica Asistență: 1000 Arbitri: Backović, Palacković |

| 13 octombrie 2024 16:00 | Brest Bretagne Handball | 34 – 35 | Győri Audi ETO KC | Brest Arena, Brest Asistență: 4327 Arbitri: Hansen, Jensen |
| 13 octombrie 2024 16:00 | Mairot 12               | (17–20) | Nze Minko 9       | Brest Arena, Brest Asistență: 4327 Arbitri: Hansen, Jensen |
| 13 octombrie 2024 16:00 | 3×                      | Raport  | 3× 2×             | Brest Arena, Brest Asistență: 4327 Arbitri: Hansen, Jensen |

| 13 octombrie 2024 16:00 | Odense Håndbold | 32 – 24 | CS Rapid București | Sydbank Arena, Odense Asistență: 2246 Arbitri: Weijmans, Wolbertus |
| 13 octombrie 2024 16:00 | Aagot 9         | (14–12) | Janjušević 7       | Sydbank Arena, Odense Asistență: 2246 Arbitri: Weijmans, Wolbertus |
| 13 octombrie 2024 16:00 | 2× 1×           | Raport  | 6×                 | Sydbank Arena, Odense Asistență: 2246 Arbitri: Weijmans, Wolbertus |

| 19 octombrie 2024 17:00 | CS Rapid București        | 31 – 34 | Brest Bretagne Handball | Sala Polivalentă, București Asistență: 1500 Arbitri: Praštalo, Balvan |
| 19 octombrie 2024 17:00 | Kassoma, Korsós, Polman 6 | (14–14) | Viahireva 11            | Sala Polivalentă, București Asistență: 1500 Arbitri: Praštalo, Balvan |
| 19 octombrie 2024 17:00 | 5× 1×                     | Raport  | 4× 1×                   | Sala Polivalentă, București Asistență: 1500 Arbitri: Praštalo, Balvan |

| 19 octombrie 2024 18:00 | Vipers Kristiansand | 32 – 23 | Budućnost BEMAX   | Aquarama, Kristiansand Asistență: 1801 Arbitri: Duplii, Pobedrina |
| 19 octombrie 2024 18:00 | Abbingh, Freriks 5  | (15–14) | patru jucătoare 4 | Aquarama, Kristiansand Asistență: 1801 Arbitri: Duplii, Pobedrina |
| 19 octombrie 2024 18:00 | 4×                  | Raport  | 7× 1×             | Aquarama, Kristiansand Asistență: 1801 Arbitri: Duplii, Pobedrina |

| 19 octombrie 2024 18:00 | Győri Audi ETO KC | 28 – 35 | Odense Håndbold | Audi Aréna, Győr Asistență: 4529 Arbitri: Antić, Jakovljević |
| 19 octombrie 2024 18:00 | Housheer 9        | (16–18) | Elver 7         | Audi Aréna, Győr Asistență: 4529 Arbitri: Antić, Jakovljević |
| 19 octombrie 2024 18:00 | 2× 1×             | Raport  | 5× 1×           | Audi Aréna, Győr Asistență: 4529 Arbitri: Antić, Jakovljević |

| 20 octombrie 2024 16:00 | HB Ludwigsburg | 31 – 36 | Team Esbjerg | MHP Arena, Ludwigsburg Asistență: 1267 Arbitri: Xhema, Jahja |
| 20 octombrie 2024 16:00 | Thomaier 6     | (16–18) | Reistad 11   | MHP Arena, Ludwigsburg Asistență: 1267 Arbitri: Xhema, Jahja |
| 20 octombrie 2024 16:00 | 1×             | Raport  | 3× 1×        | MHP Arena, Ludwigsburg Asistență: 1267 Arbitri: Xhema, Jahja |

| 9 noiembrie 2024 18:00 | Győri Audi ETO KC | 31 – 20 | CS Rapid București | Audi Aréna, Győr Asistență: 4681 Arbitri: Duplii, Pobedrina |
| 9 noiembrie 2024 18:00 | Housheer 6        | (16–11) | Kassoma 5          | Audi Aréna, Győr Asistență: 4681 Arbitri: Duplii, Pobedrina |
| 9 noiembrie 2024 18:00 | 4×                | Raport  | 3×                 | Audi Aréna, Győr Asistență: 4681 Arbitri: Duplii, Pobedrina |

| 9 noiembrie 2024 18:00 | Budućnost BEMAX | 23 – 27 | Team Esbjerg | Centrul Sportiv Morača, Podgorica Asistență: 500 Arbitri: Altmár, Horváth |
| 9 noiembrie 2024 18:00 | Vukčević 7      | (9–16)  | Reistad 9    | Centrul Sportiv Morača, Podgorica Asistență: 500 Arbitri: Altmár, Horváth |
| 9 noiembrie 2024 18:00 | 4× 1×           | Raport  | 1×           | Centrul Sportiv Morača, Podgorica Asistență: 500 Arbitri: Altmár, Horváth |

| 10 noiembrie 2024 14:00 | Vipers Kristiansand | 30 – 23 | HB Ludwigsburg | Aquarama, Kristiansand Asistență: 1508 Arbitri: Hansen, Jensen |
| 10 noiembrie 2024 14:00 | Høve 10             | (16–11) | Leuchter 5     | Aquarama, Kristiansand Asistență: 1508 Arbitri: Hansen, Jensen |
| 10 noiembrie 2024 14:00 | 3×                  | Raport  | 1×             | Aquarama, Kristiansand Asistență: 1508 Arbitri: Hansen, Jensen |

| 10 noiembrie 2024 16:00 | Odense Håndbold | 36 – 33 | Brest Bretagne Handball | Sydbank Arena, Odense Asistență: 2213 Arbitri: Brkić, Jusufhodžić |
| 10 noiembrie 2024 16:00 | Aagot 11        | (21–18) | Mairot 9                | Sydbank Arena, Odense Asistență: 2213 Arbitri: Brkić, Jusufhodžić |
| 10 noiembrie 2024 16:00 | 5× 2×           | Raport  | 3×                      | Sydbank Arena, Odense Asistență: 2213 Arbitri: Brkić, Jusufhodžić |

| 16 noiembrie 2024 16:00 | HB Ludwigsburg | 33 – 29 | Vipers Kristiansand | MHP Arena, Ludwigsburg Asistență: 1859 Arbitri: Weijmans, Wolbertus |
| 16 noiembrie 2024 16:00 | Leuchter 6     | (18–15) | Høve 6              | MHP Arena, Ludwigsburg Asistență: 1859 Arbitri: Weijmans, Wolbertus |
| 16 noiembrie 2024 16:00 | 3×             | Raport  | 2× 1×               | MHP Arena, Ludwigsburg Asistență: 1859 Arbitri: Weijmans, Wolbertus |

| 17 noiembrie 2024 14:00 | Team Esbjerg    | 26 – 19 | Budućnost BEMAX | Blue Water Dokken, Esbjerg Asistență: 2380 Arbitri: Merisi, Pepe |
| 17 noiembrie 2024 14:00 | Solberg-Isaksen | (10–9)  | Radivojević 5   | Blue Water Dokken, Esbjerg Asistență: 2380 Arbitri: Merisi, Pepe |
| 17 noiembrie 2024 14:00 | 3× 1×           | Raport  | 4× 1×           | Blue Water Dokken, Esbjerg Asistență: 2380 Arbitri: Merisi, Pepe |

| 17 noiembrie 2024 16:00 | Brest Bretagne Handball | 36 – 38 | Odense Håndbold                 | Brest Arena, Brest Asistență: 4260 Arbitri: Barysas, Petrušis |
| 17 noiembrie 2024 16:00 | Novak 6                 | (17–18) | Aardahl, T. Deila, Halilcevic 6 | Brest Arena, Brest Asistență: 4260 Arbitri: Barysas, Petrušis |
| 17 noiembrie 2024 16:00 | 3× 1×                   | Raport  | 4× 1×                           | Brest Arena, Brest Asistență: 4260 Arbitri: Barysas, Petrušis |

| 17 noiembrie 2024 17:00 | CS Rapid București | 25 – 28 | Győri Audi ETO KC | Sala Polivalentă, București Asistență: 2650 Arbitri: Xhema, Jahja |
| 17 noiembrie 2024 17:00 | Grozav 7           | (11–15) | Nze Minko 8       | Sala Polivalentă, București Asistență: 2650 Arbitri: Xhema, Jahja |
| 17 noiembrie 2024 17:00 | 1×                 | Raport  | 1× 2×             | Sala Polivalentă, București Asistență: 2650 Arbitri: Xhema, Jahja |

| 11 ianuarie 2025 18:00 | Budućnost BEMAX | 26 – 20 | Vipers Kristiansand | Centrul Sportiv Morača, Podgorica Asistență: 500 Arbitri: Lončar, Lončar |
| 11 ianuarie 2025 18:00 | Vukčević 7      | (13–9)  | Abbingh 8           | Centrul Sportiv Morača, Podgorica Asistență: 500 Arbitri: Lončar, Lončar |
| 11 ianuarie 2025 18:00 | 5×              | Raport  | 4×                  | Centrul Sportiv Morača, Podgorica Asistență: 500 Arbitri: Lončar, Lončar |

| 11 ianuarie 2025 18:00 | Brest Bretagne Handball | 33 – 21 | CS Rapid București | Brest Arena, Brest Asistență: 4024 Arbitri: Altmár, Horváth |
| 11 ianuarie 2025 18:00 | Coatanea                | (15–9)  | Grozav 5           | Brest Arena, Brest Asistență: 4024 Arbitri: Altmár, Horváth |
| 11 ianuarie 2025 18:00 |                         | Raport  | 4× 1×              | Brest Arena, Brest Asistență: 4024 Arbitri: Altmár, Horváth |

| 12 ianuarie 2025 14:00 | Team Esbjerg | 30 – 30 | HB Ludwigsburg | Blue Water Dokken, Esbjerg Asistență: 2347 Arbitri: Duplii, Pobedrina |
| 12 ianuarie 2025 14:00 | Reistad 11   | (12–20) | Thomaier 5     | Blue Water Dokken, Esbjerg Asistență: 2347 Arbitri: Duplii, Pobedrina |
| 12 ianuarie 2025 14:00 | 4×           | Raport  | 6×             | Blue Water Dokken, Esbjerg Asistență: 2347 Arbitri: Duplii, Pobedrina |

| 12 ianuarie 2025 16:00 | Odense Håndbold | 32 – 34 | Győri Audi ETO KC | Sydbank Arena, Odense Arbitri: Merisi, Pepe |
| 12 ianuarie 2025 16:00 | Aagot 12        | (15–18) | Housheer 8        | Sydbank Arena, Odense Arbitri: Merisi, Pepe |
| 12 ianuarie 2025 16:00 | 3× 1×           | Raport  | 1×                | Sydbank Arena, Odense Arbitri: Merisi, Pepe |

| 18 ianuarie 2025 18:00 | Vipers Kristiansand | 0 – 10 | Team Esbjerg |  |
| 18 ianuarie 2025 18:00 | Raport              |        |              |  |
| 18 ianuarie 2025 18:00 |                     |        |              |  |

| 18 ianuarie 2025 18:00 | Győri Audi ETO KC | 28 – 27 | Brest Bretagne Handball | Audi Aréna, Győr Asistență: 4889 Arbitri: Vujačić, Kažanegra |
| 18 ianuarie 2025 18:00 | Fodor 6           | (14–13) | Lassource, Viahireva 7  | Audi Aréna, Győr Asistență: 4889 Arbitri: Vujačić, Kažanegra |
| 18 ianuarie 2025 18:00 | 4×                | Raport  | 3×                      | Audi Aréna, Győr Asistență: 4889 Arbitri: Vujačić, Kažanegra |

| 19 ianuarie 2025 14:00 | HB Ludwigsburg | 26 – 18 | Budućnost BEMAX | MHP Arena, Ludwigsburg Asistență: 1378 Arbitri: Andorka, Hucker |
| 19 ianuarie 2025 14:00 | Döll 6         | (13–10) | Vukčević 5      | MHP Arena, Ludwigsburg Asistență: 1378 Arbitri: Andorka, Hucker |
| 19 ianuarie 2025 14:00 | 1×             | Raport  | 3× 1×           | MHP Arena, Ludwigsburg Asistență: 1378 Arbitri: Andorka, Hucker |

| 19 ianuarie 2025 17:00 | CS Rapid București | 25 – 42 | Odense Håndbold       | Sala Polivalentă, București Asistență: 1700 Arbitri: Cipov, Klus |
| 19 ianuarie 2025 17:00 | Kassoma 5          | (15–20) | Halilcevic, Højlund 6 | Sala Polivalentă, București Asistență: 1700 Arbitri: Cipov, Klus |
| 19 ianuarie 2025 17:00 | 4× 1×              | Raport  | 3×                    | Sala Polivalentă, București Asistență: 1700 Arbitri: Cipov, Klus |

| 25 ianuarie 2025 18:00 | Odense Håndbold | 10 – 0 | Vipers Kristiansand |  |
| 25 ianuarie 2025 18:00 | Raport          |        |                     |  |
| 25 ianuarie 2025 18:00 |                 |        |                     |  |

| 25 ianuarie 2025 18:00 | Brest Bretagne Handball | 26 – 28 | HB Ludwigsburg | Brest Arena, Brest Asistență: 4228 Arbitri: Antić, Jakovljević |
| 25 ianuarie 2025 18:00 | Faure 6                 | (13–15) | Nestaker 8     | Brest Arena, Brest Asistență: 4228 Arbitri: Antić, Jakovljević |
| 25 ianuarie 2025 18:00 | 3×                      | Raport  | 5×             | Brest Arena, Brest Asistență: 4228 Arbitri: Antić, Jakovljević |

| 25 ianuarie 2025 18:00 | Győri Audi ETO KC | 33 – 21 | Budućnost BEMAX      | Audi Aréna, Győr Asistență: 4277 Arbitri: Hatipoğlu, Şimşek |
| 25 ianuarie 2025 18:00 | De Paula 7        | (18–12) | Ivanović, Vukčević 4 | Audi Aréna, Győr Asistență: 4277 Arbitri: Hatipoğlu, Şimşek |
| 25 ianuarie 2025 18:00 | 1×                | Raport  | 2× 1×                | Audi Aréna, Győr Asistență: 4277 Arbitri: Hatipoğlu, Şimşek |

| 26 ianuarie 2025 16:00 | CS Rapid București | 26 – 28 | Team Esbjerg | Sala Polivalentă, București Asistență: 2000 Arbitri: Jović, Arnautović |
| 26 ianuarie 2025 16:00 | Kouyaté 5          | (11–12) | Reistad 8    | Sala Polivalentă, București Asistență: 2000 Arbitri: Jović, Arnautović |
| 26 ianuarie 2025 16:00 | 3×                 | Raport  | 3× 1×        | Sala Polivalentă, București Asistență: 2000 Arbitri: Jović, Arnautović |

| 8 februarie 2025 16:00 | Budućnost BEMAX | 24 – 33 | Odense Håndbold | Centrul Sportiv Morača, Podgorica Asistență: 500 Arbitri: Xhema, Jahja |
| 8 februarie 2025 16:00 | Radivojević 10  | (13–18) | Aardahl         | Centrul Sportiv Morača, Podgorica Asistență: 500 Arbitri: Xhema, Jahja |
| 8 februarie 2025 16:00 | 4× 1×           | Raport  | 4× 1×           | Centrul Sportiv Morača, Podgorica Asistență: 500 Arbitri: Xhema, Jahja |

| 9 februarie 2025 14:00 | HB Ludwigsburg | 30 – 24 | CS Rapid București | MHP Arena, Ludwigsburg Asistență: 1562 Arbitri: Lidacka, Lesiak |
| 9 februarie 2025 14:00 | Smits 7        | (17–14) | Kassoma 6          | MHP Arena, Ludwigsburg Asistență: 1562 Arbitri: Lidacka, Lesiak |
| 9 februarie 2025 14:00 | 3×             | Raport  | 7×                 | MHP Arena, Ludwigsburg Asistență: 1562 Arbitri: Lidacka, Lesiak |

| 9 februarie 2025 14:00 | Vipers Kristiansand | 0 – 10 | Győri Audi ETO KC |  |
| 9 februarie 2025 14:00 | Raport              |        |                   |  |
| 9 februarie 2025 14:00 |                     |        |                   |  |

| 9 februarie 2025 16:00 | Team Esbjerg | 36 – 27 | Brest Bretagne Handball | Blue Water Dokken, Esbjerg Asistență: 2481 Arbitri: Metalari, Nikolovski |
| 9 februarie 2025 16:00 | Reistad 10   | (20–15) | Ondono 9                | Blue Water Dokken, Esbjerg Asistență: 2481 Arbitri: Metalari, Nikolovski |
| 9 februarie 2025 16:00 | 4× 1×        | Raport  | 3×                      | Blue Water Dokken, Esbjerg Asistență: 2481 Arbitri: Metalari, Nikolovski |

| 15 februarie 2025 18:00 | Brest Bretagne Handball | 23 – 23 | Budućnost BEMAX | Brest Arena, Brest Asistență: 4211 Arbitri: Bočáková, Jánošíková |
| 15 februarie 2025 18:00 | Mairot 6                | (13–10) | Vukčević 9      | Brest Arena, Brest Asistență: 4211 Arbitri: Bočáková, Jánošíková |
| 15 februarie 2025 18:00 | 6×                      | Raport  | 6×              | Brest Arena, Brest Asistență: 4211 Arbitri: Bočáková, Jánošíková |

| 16 februarie 2025 16:00 | Odense Håndbold | 23 – 32 | Team Esbjerg | Sydbank Arena, Odense Asistență: 2293 Arbitri: Kull, Tint |
| 16 februarie 2025 16:00 | Aardahl 5       | (11–16) | Reistad 13   | Sydbank Arena, Odense Asistență: 2293 Arbitri: Kull, Tint |
| 16 februarie 2025 16:00 | 3×              | Raport  | 2× 1×        | Sydbank Arena, Odense Asistență: 2293 Arbitri: Kull, Tint |

| 16 februarie 2025 16:00 | Győri Audi ETO KC | 32 – 19 | HB Ludwigsburg | Audi Aréna, Győr Asistență: 4751 Arbitri: Doicinov, Gorețov |
| 16 februarie 2025 16:00 | Győri-Lukács 6    | (17–8)  | Thomaier 5     | Audi Aréna, Győr Asistență: 4751 Arbitri: Doicinov, Gorețov |
| 16 februarie 2025 16:00 | 4× 1×             | Raport  | 1×             | Audi Aréna, Győr Asistență: 4751 Arbitri: Doicinov, Gorețov |

| 16 februarie 2025 17:00 | CS Rapid București | 10 – 0 | Vipers Kristiansand |  |
| 16 februarie 2025 17:00 | Raport             |        |                     |  |
| 16 februarie 2025 17:00 |                    |        |                     |  |

| 23 februarie 2025 14:00 | Vipers Kristiansand | 0 – 10 | Brest Bretagne Handball |  |
| 23 februarie 2025 14:00 | Raport              |        |                         |  |
| 23 februarie 2025 14:00 |                     |        |                         |  |

| 23 februarie 2025 14:00 | HB Ludwigsburg | 24 – 40 | Odense Håndbold     | MHP Arena, Ludwigsburg Asistență: 1250 Arbitri: Ilieva, Karbeska |
| 23 februarie 2025 14:00 | Thomaier 5     | (11–17) | Dahl, Halilcevic 10 | MHP Arena, Ludwigsburg Asistență: 1250 Arbitri: Ilieva, Karbeska |
| 23 februarie 2025 14:00 | 1×             | Raport  | 3× 1×               | MHP Arena, Ludwigsburg Asistență: 1250 Arbitri: Ilieva, Karbeska |

| 23 februarie 2025 16:00 | Team Esbjerg                | 23 – 29 | Győri Audi ETO KC | Blue Water Dokken, Esbjerg Asistență: 2634 Arbitri: Lovin, Stancu |
| 23 februarie 2025 16:00 | L. Deila, Dekker, Reistad 4 | (12–15) | De Paula 8        | Blue Water Dokken, Esbjerg Asistență: 2634 Arbitri: Lovin, Stancu |
| 23 februarie 2025 16:00 | 1×                          | Raport  | 4× 1×             | Blue Water Dokken, Esbjerg Asistență: 2634 Arbitri: Lovin, Stancu |

| 23 februarie 2025 16:00 | Budućnost BEMAX | 21 – 21 | CS Rapid București | Centrul Sportiv Morača, Podgorica Asistență: 1530 Arbitri: Barysas, Petrušis |
| 23 februarie 2025 16:00 | Vukčević 7      | (12–9)  | Polman 6           | Centrul Sportiv Morača, Podgorica Asistență: 1530 Arbitri: Barysas, Petrušis |
| 23 februarie 2025 16:00 | 2× 1×           | Raport  | 2× 1×              | Centrul Sportiv Morača, Podgorica Asistență: 1530 Arbitri: Barysas, Petrušis |